# Haarerlass
Als Haarerlass werden umgangssprachlich die in militärischen oder militärisch organisierten Verbänden geltenden Regelungen bezüglich der Trageweise der Haar- und Barttracht bezeichnet.

## Deutschland
Die Haar- und Barttracht der Soldaten der Bundeswehr ist in der Zentralen Dienstvorschrift A-2630/1 Das äußere Erscheinungsbild der Soldatinnen und Soldaten der Bundeswehr geregelt., davor im Erlass Die „Haar- und Barttracht der Soldaten“.

### Geschichte

#### Bundeswehr
Die inzwischen, nicht zuletzt durch die Zulassung von weiblichen Soldaten mehrfach überarbeiteten Regelungen zur Haar- und Barttracht kamen erstmals in den 1960er Jahren zum Tragen, als immer mehr junge Männer mit damals in Mode gekommenen und zu diesem Zeitpunkt als „Beatlesmähne“ oder „Pilzköpfe“ bezeichneten Frisuren ihren Dienst in der Bundeswehr verrichten wollten oder dies als Grundwehrdienstleistende mussten. Das Bundesministerium der Verteidigung reagierte darauf im Februar 1971 mit einem „Haarnetz-Erlass“, der für Soldaten mit längerem Haar das Tragen eines olivfarbenen Haarnetzes zur Folge hatte. Allerdings hatte der Erlass, der unter anderem die Anschaffung von 740.000 Haarnetzen mit sich brachte, nur ein Jahr Bestand. Der Grund hierzu lag offensichtlich weniger in einer fehlenden allgemeinen Akzeptanz, als in der Furcht vor einem Ansehensverlust der Bundeswehr, der sich durch politische Äußerungen und polemische Kritik aus dem Ausland merkbar machte (so war z. B. die Bezeichnung „German Hair Force“ anstelle von „German Air Force“ als Verballhornung für die Deutsche Luftwaffe gefallen). Im Mai 1972 erließ das Bundesministerium der Verteidigung schließlich eine Verordnung, wonach das (männliche) Kopfhaar weder die Uniform noch den Hemdkragen berühren darf.

#### Nationale Volksarmee
In der Nationalen Volksarmee wurde der militärische Haarschnitt in der Innendienstvorschrift festgelegt. Im Handbuch Militärisches Grundwissen (offizielles NVA-Äquivalent des Reibert) wurden in den 1980er Jahren drei zulässige Frisuren mit Bildtafeln dargestellt:
- „Modischer Fassonschnitt“
- „Kurz gehaltener Rundschnitt“
- „Gepflegter Eckschnitt“

„Fassonschnitt“ war auch der Titel eines autobiographischen Romans des Bürgerrechtlers Jürgen Fuchs über seine Dienstzeit bei der NVA. In den 1970er Jahren wurden auf einem Poster mit Auszügen aus der Innendienstvorschrift noch fünf Haarschnitte gezeigt:
- „Kurzer bürstenartiger Haarschnitt“
- „Fassonschnitt mit langgezogenem Nacken“
- „Kurz gehaltener modischer Fassonschnitt“
- „Modisch gepflegter Eckschnitt mit voll gehaltener Nackenpartie“
- „Normaler Messerform-Rundschnitt, in sich kurz gehalten“

#### Polizei in der Bundesrepublik
Bei den Polizeien von Bund und Ländern waren Bart- und Haartracht teilweise durch Erlass geregelt. In Nordrhein-Westfalen wurde 1972 ein Erlass eingebracht, der aber 1980 wieder abgeschafft wurde. Eine Wiedereinführung bei der Bundespolizei wurde im Januar 2006 durch den Bundesminister des Innern Wolfgang Schäuble angeregt. Abgesehen davon, dass der Vorschlag zum Teil heftig kritisiert wurde (insbesondere von Seiten der Polizeigewerkschaften und der Partei Bündnis 90/Die Grünen), scheiterte eine dauerhafte und rechtmäßige Wiedereinführung an dem Beschluss des Bundesverwaltungsgerichts zur rechtswidrigen Haartrachtregelung des Landes Rheinland-Pfalz vom 26. Mai 2003 (Näheres siehe unten).

### Rechtliche Betrachtung von Haarerlassen
Haarerlasse sind sogenannte Verwaltungsvorschriften und wirken nur behördenintern.

### Haarerlass bei Soldaten der Bundeswehr

#### Entwicklung und derzeitige Situation
Nach zwei Beschlüssen des Bundesverwaltungsgerichts aus 1994 und 1999 wird ein männlicher Soldat nicht in seinen Rechten verletzt, wenn für ihn in Bezug auf die Haartracht andere Regelungen als bei weiblichen Soldaten gelten. Zu bedenken ist hierbei, dass zur Zeit der Entscheidung die Zulassung von weiblichen Soldaten noch auf den Sanitäts- und Musikdienst sowie auf die Sportfördergruppe beschränkt war.
Die Begründung, wonach (männliche) Soldaten langes Haar bei der Dienstausübung beeinträchtige (z. B. Funktionsverlust von ABC-Schutzmasken, Infektionsvorbeugung), dürfte jedoch in Ansehung der Zulassung von weiblichen Soldaten seit dem 1. Januar 2001 in allen Laufbahnen nicht länger tragfähig sein. Die 4. Kammer des Truppendienstgerichts Süd in München hat demnach mit Beschluss vom 4. Januar 2005 den Haarerlass als willkürlich und verfassungswidrig bezeichnet.
Das Bundesministerium der Verteidigung sprach indes von einer „Einzelfallentscheidung“ und hielt weiter am Haarerlass fest. Dies sei zulässig, da es der Gerichtsentscheidung an der allgemeinen Bindungswirkung („inter partes“) fehle. Insoweit ist auch eine Pressemitteilung, die von einem künftigen Erlaubtsein von langen Haaren bei männlichen Soldaten spricht, irreführend, da sie juristisch nicht korrekt ist.
In der Neuen Zeitschrift für Wehrrecht (NZWehrr) wurde ein wissenschaftlicher Aufsatz veröffentlicht zum Thema: „An den Haaren herbeigezogen – Die vermeintliche Verfassungswidrigkeit des sog. Haar- und Barterlasses der Bundeswehr“. Der Autor kritisierte die Entscheidung der 4. Kammer des Truppendienstgerichts Süd dahingehend, dass zunächst in dem Haarerlass selbst kein Verstoß gegen den Gleichheitsgrundsatz und das Allgemeine Persönlichkeitsrecht liege. Zweifel an der Rechtmäßigkeit seien nur darin zu erwägen, dass die Vorschrift in Bezug nur auf weibliche Soldaten Ausnahmen zulässt, wie sie gerade für männliche Soldaten nicht gelten. Das sei allerdings nicht tragbar, weil die durch langes Haar verursachten Probleme (Unfallgefahr, Hygiene) beim Militär weiterhin und unabhängig vom Geschlecht gälten. Man könne die Tätigkeit eines Soldaten auch nicht mit der eines Polizeibeamten vergleichen, da „Polizisten auch bei mehrtägigen Einsätzen (z. B. Castor-Transport) in der Regel ausreichend Gelegenheit zur Körperpflege hätten“. Insoweit sei eher eine Änderung des Haarerlasses dergestalt vonnöten, die weibliche Soldaten gegenüber männlichen nicht weiter privilegiere.
Die 1. Kammer des Truppendienstgerichts Süd vertrat in ihrem Beschluss vom 14. März 2007 eine gegenteilige Auffassung. Danach stelle der Haarerlass einen zulässigen Eingriff in das Allgemeine Persönlichkeitsrecht dar und sei auch im Hinblick auf die unterschiedlichen Regelungen für männliche und weibliche Soldaten nicht zu beanstanden.

#### Neufassungen des Haarerlasses
Das Bundesministerium der Verteidigung teilte in seiner Stellungnahme zum Jahresbericht des Wehrbeauftragten 2005 mit, eine Überarbeitung des Haar- und Barterlasses von einer Entscheidung des Bundesverwaltungsgerichts abhängig zu machen, das zu dieser Zeit mit einer Klage gegen den Haarerlass der Bundespolizei befasst war. Das Urteil erging im März 2006 (näheres siehe unten). Daraufhin gab das Bundesministerium der Verteidigung an, seine Entscheidung von einem weiteren, im November 2006 beim Bundesverwaltungsgericht anhängigen Verfahren abhängig zu machen. Da der Streit allerdings nicht zur Entscheidung angenommen wurde, war aus Sicht des Bundesministeriums der Verteidigung auch von einer Überarbeitung abzusehen.
Die unklare Rechtslage wurde durch den Wehrbeauftragten des Deutschen Bundestages in der Weise beanstandet, als dass die wiederholt aufgeschobene Ankündigung zur Überarbeitung des Erlasses auch „den Empfehlungen des Sozialwissenschaftlichen Instituts widerspreche“, da ein nötiger Beitrag für die Attraktivität des Berufs gerade im Hinblick auf junge Berufsinteressenten nicht geleistet werde.
Dass die streitige Rechtssituation auch in Presse und Medien aufgegriffen wurde (vgl. z. B. Einzelbelege unten), dürfte zumindest ansatzweise als Kritik am Verhalten des zuständigen Bundesministeriums zu verstehen sein.
Der Bart- und Haarerlass der Bundeswehr wurde im Zuge des neuen Regelungsmanagements mit Wirkung zum 1. Februar 2014 in der Vorschrift A 2630/1 erneuert und erheblich präzisiert. Nun ist sehr genau geregelt, ob und wie Haare, Schmuck, Accessoires, Tattoos und Piercings getragen werden dürfen. Es ist grundsätzlich festzustellen, dass von der bisherigen Praxis nicht wesentlich abgewichen wurde. Frauen wurden in ihren bisherigen Rechten etwas eingeschränkt. Am 31. Januar 2019 hat das Bundesverwaltungsgericht hierzu einen im Wesentlichen zustimmenden Beschluss gefasst.

### Haarerlass bei Polizeivollzugsbeamten
Anfang 2006 wurde von Bundesinnenminister Wolfgang Schäuble (CDU) eine Vorschrift für die Bundespolizei erlassen, die Haare von mehr als „Hemdkragenlänge“ verbot. Das Bundesverwaltungsgericht erklärte den Erlass am 2. März desselben Jahres für „mit dem grundrechtlich geschützten Persönlichkeitsrecht der Beamten nicht vereinbar“. Auch verstoße der Erlass gegen den Gleichheitsgrundsatz. Es sei nicht festzustellen, dass es durch lange Haare „zu Konflikten oder Behinderungen bei der Dienstausübung gekommen“ sei. Auch würden damit „nicht mehr in gleicher Weise wie früher bestimmte gesellschaftliche Vorstellungen oder nonkonformistische Haltungen verbunden“.
Auch die Untersagung, im Dienst einen „Lagerfeld-Zopf“ zu tragen, wurde wegen Verstoßes gegen das Allgemeine Persönlichkeitsrecht bereits 1996 durch den Verwaltungsgerichtshof Kassel als rechtswidrig befunden. In den Entscheidungsgründen wird außerdem als nichtjuristisches Argument berücksichtigt, dass „Polizeibeamten der Gedanke vom ‚Staatsbürger in Uniform‘ zugrunde liegt, der besagt, dass […] in der uniformierten Polizei Randgruppen und Individualisten in einem vergleichbaren Anteil wie in der Gesellschaft selbst vertreten sind“. Es bestehe daher „kein objektiver Anlaß zu der Annahme, die Allgemeinheit könnte im Rahmen der Anschauung über das Erscheinungsbild der uniformierten Polizei Personen ausgrenzen, die bei ihrer Haartracht lediglich einen individuellen modischen Wunsch verwirklicht haben, ohne dabei die Toleranz gegenüber Modeerscheinungen übermäßig zu beanspruchen“.

### Politische und gesellschaftliche Betrachtung
Ob und inwieweit sich die Haarlänge bei Hoheitsträgern in Uniform zum Nachteil der betreffenden Behörde auswirken kann, dürfte sowohl aus politischer als auch gesellschaftlicher Sicht umstritten sein.
- So könne nach Worten des ehemaligen Bundeskanzlers Helmut Schmidt zwar „auch ein Soldat mit langen Haaren ein guter Soldat sein“. Zu bedenken sei aber, dass „es zum klassischen Erbe des europäischen Soldatentums gehöre, dass das äußere Bild wichtiger genommen werde als der innere Kern.“[2]
- Ein deutlich liberaler Standpunkt wird von FDP-Politiker Ingo Wolf, 2005 bis 2010 Innenminister des Landes Nordrhein-Westfalen, vertreten. In einer jüngeren Pressemitteilung gibt Wolf dahingehend zu wissen, dass ein „Haarerlass für NRW-Polizisten überflüssig sei“ und „entscheidend ein korrektes und freundliches Auftreten wäre“. Es sei für ihn „kein Problem, wenn es unter seinen Polizisten Individualisten gebe.“[25]
- Des Weiteren gibt der anhaltende modische Wandel, wonach innerhalb der letzten Jahre wieder ein Trend zu längerem Männerhaar zu verzeichnen ist[26][23], Anlass zu der Überlegung, ob die Furcht vor einem Ansehensverlust staatlicher Institutionen tatsächlich begründet ist. Dagegen spricht vor allem eine Wende in der bislang eher konservativ geprägten Rechtsprechung. War es 1994 für das Bundesverwaltungsgericht noch rechtlich unbedenklich, männliche Soldaten in deren Haartracht strengeren Regelungen zu unterwerfen als weiblichen Sanitätssoldaten[27], ist eine Beibehaltung dieses Standpunkts gerade in Ansehung seiner Rechtsprechung zum polizeilichen Haarerlass[23] bei einer künftigen Entscheidung höchst zweifelhaft. Diese Zweifel dürften erst recht gelten, wenn man auch die obengenannte Entscheidung des Truppendienstgerichts Süd ins Auge fasst.

## Österreich

### Bundesheer
Auch innerhalb des Bundesheers gibt es einen Erlass, der die Haarlänge regelt. Darin wird festgehalten, dass die Haupthaare der Soldaten auf eine Art geschnitten zu sein haben, dass der ordnungsgemäße Sitz der Kopfbedeckung gewährleistet ist und keine Eigen- oder Fremdgefährdung eintreten kann. Männliche Soldaten müssen ihre Haare so schneiden, dass diese ihren Hemdkragen bei aufrechter Kopfhaltung nicht berühren, sowie Stirn und Ohren nicht durch überhängende Haare bedeckt werden.
Im Gegensatz dazu kann der Haarschnitt weiblicher Soldaten von dem der männlichen Soldaten unterschiedlich gestaltet sein, sofern durch Haarschnitt oder Trageweise der Haare auch hier der ordnungsgemäße Sitz der Kopfbedeckung gewährleistet ist und keine Eigen- oder Fremdgefährdung eintritt. Dies bedeutet im Endeffekt, dass Soldatinnen das Tragen von langen Haaren erlaubt ist, sofern die Einhaltung der vorher erwähnten Bedingungen betreffend den Sitz der Kopfbedeckung oder die Vermeidung von Gefährdungen sichergestellt ist.
Von Seiten des Bundesheeres ergibt sich die rechtliche Beurteilung, dass aus Gründen der Hygiene und des Schutzes vor Arbeitsunfällen, auch unter Bedachtnahme auf Art. 8 der Europäischen Menschenrechtskonvention, die Vorschreibung eines militärischen Kurzhaarschnitts gerechtfertigt ist.
Weiter wird von Seiten des Bundesheeres beurteilt, dass die Unterscheidung zwischen männlichen und weiblichen Soldaten hinsichtlich ihres Haarschnittes deshalb objektiv gerechtfertigt (und damit verfassungsmäßig) ist, da das gesellschaftliche Erscheinungsbild männlicher Soldaten kulturell seit jeher in äußerlich sichtbaren Verhaltensnormen seinen Niederschlag findet. Die daraus hervorgegangene Idee des Männlich-Soldatischen erlaubt keine individuelle Verknüpfung von langer Haartracht und militärischem Professionalismus.
Der Idee des „Soldatisch-Weiblichen“ wird aus Sicht des Bundesheeres durch die lange Haartracht der Soldatinnen kein Abbruch getan. Auch das im zivilen Leben vorkommende Tragen von langer Haartracht durch Männer und kurzen Haaren bei Frauen ändere nichts daran, dass dem kulturellen Verständnis entsprechend nach wie vor das Tragen von langen Haaren als Identitätsmerkmal des Weiblichen verstanden wird.

### Bundespolizei
Bei den uniformierten Bediensteten des Wachkörpers Bundespolizei gelten Vorschriften ähnlich denen des Bundesheeres.
Für männliche uniformierte Bedienstete ist ein Normalhaarschnitt vorgesehen. Weibliche Uniformierte mit Langhaarschnitt haben die Haare gebunden zu tragen (z. B. durch einen Zopf) bzw. hochzustecken.
Die Haar- und allenfalls Barttracht ist so zu wählen, dass bei aufrechter Körperhaltung die Uniform weder verdeckt noch in der Funktion (insbesondere hinsichtlich der Ausrüstung) beeinträchtigt wird und den Grundsätzen der Eigensicherung entsprochen wird.
Als außergewöhnliche Haarschnitte und Färbungen, welche ebenfalls verboten sind, gelten jedenfalls teilweise kahlgeschorene Köpfe und unnatürliche Färbungen; dies gilt auch für die Barttracht.
Beamte, die ihren Dienst in Zivil versehen, fallen nicht in diese Regelung.

## Vereinigtes Königreich Großbritannien und Nordirland
Ähnliche Regelungen – wenngleich offenbar nicht explizit geregelt – dürften innerhalb der British Army gelten. Danach geht aus Bewerberhinweisen hervor, dass männliche Bewerber strengeren Maßstäben als weibliche Bewerber unterliegen. So heißt es in zwei Rekrutenmerkblättern:
- „Male recruits should have a haircut before arriving, but definitely not a skinhead (the closest permissible haircut is No 2 at the sides and a No 3 on top).“

Sinngemäß übersetzt: „Männer sollten sich vor Dienstantritt die Haare schneiden lassen, jedoch definitiv nicht kahl. (Der äußerst zulässige Haarschnitt entspricht einer Nummer 2 an den Seiten und einer Nummer 3 auf dem Kopf.)“
Anm.: Die „Nummern“ entsprechen der Länge des vom Haartrimmer verwendeten Aufsatzes. Sie entsprechen 1/8-Zoll-Werten. „Nummer 2“ ist demnach rund 6 mm; „Nummer 3“ ist rund 10 mm.
- „Female hair, if long, must be tied in a bun to the rear; if short, must be off the collar.“

Sinngemäß übersetzt: „Frauenhaar – sofern lang – ist am Hinterkopf zu einem Dutt zusammenzubinden; ist das Haar kurz, muss es über dem Kragen sein.“

## Australien
Bei der Australian Army gilt das bereits zu Großbritannien Gesagte. Auch hier weist die zentrale Rekrutierungsbehörde auf folgende Voraussetzungen hin:
- „All male recruits will have a haircut in the first week of training, this will be a number 2 all over.“

Sinngemäß übersetzt: „Alle männlichen Rekruten erhalten in der ersten Ausbildungswoche einen Haarschnitt, der einer Nummer 2 über den gesamten Kopf entspricht.“
- „Females are required to wear their hair in a neat, tidy bun on the back of their head if they have long hair.“

Sinngemäß übersetzt: „Frauen müssen langes Haar in einem ordentlichen Dutt am Hinterkopf tragen.“

## Vereinigte Staaten von Amerika
Sehr exakte und stringente Anforderungen stellt die „Army Regulation (AR) 670–1“ der United States Army. Die Vorschrift regelt die Haartracht sowohl für männliche als auch weibliche Soldaten. Ähnlich zur derzeitigen Auffassung des Bundesministeriums für Verteidigung (siehe oben) wird weiblichen Soldaten ein weit größerer Spielraum in Bezug auf Haarlänge und -trageart sowie auch auf andere äußerliche Details (z. B. Kosmetik) zugebilligt. Der Unterschied wird vor allem durch die beispielhaft zitierten Passagen deutlich:
- „Males are not authorized to wear braids, cornrows, or dreadlocks […] while in uniform or in civilian clothes on duty.“[34]

Sinngemäß übersetzt: „Männer sind nicht befugt, Zöpfe, Flechtfrisuren oder Dreadlocks zu tragen, wenn sie uniformiert sind oder in ziviler Kleidung Dienst versehen.“
- „Females may wear braids and cornrows as long as the braided style is conservative […].“[35]

Sinngemäß übersetzt: „Frauen dürfen Zöpfe oder Flechtfrisuren tragen, soweit der Stil des Zopfes traditionell ist.“

## Nordkorea
In der propagandistischen Fernsehsendung Für einen Haarschnitt im Einklang mit dem sozialistischen Lebensstil wurden Ende 2004 im Koreanischen Zentralfernsehen Vorgaben für Frisuren gemacht, die der sozialistischen Lebensweise entsprächen. Die Verbindlichkeit des Erlasses ist umstritten. 2014 wurde über einen Erlass berichtet, nach dem Männer die Frisur des Diktators Kim Jong-un zu tragen hätten.

## Bei praktischen Erfordernissen
Mitunter erfordern praktische Erfordernisse eine Beschränkung des Haar- und Bartwuchses, so zum Beispiel für Träger von Atemschutzgeräten, oder für Personen, die in einem Reinraum arbeiten. Dies gilt insbesondere bei der Feuerwehr. Daher wird ein Schnurrbart umgangssprachlich auch „Feuerwehrbart“ genannt.